# Championnat de Guinée de football
Cet article uniquement du championnat masculin. Pour le championnat féminin, voir Championnat de Guinée féminin de football
Le championnat de Guinée de football a été créé en 1965.Il se déroule annuellement sous forme d'un championnat opposant quatorze clubs professionnels.

## Histoire
Les clubs du Horoya AC, de l'Hafia FC et de l'Association sportive Kaloum Star sont les clubs les plus couronnés du championnat de Guinée. Le Horoya AC est le club le plus titré avec dix-sept titres de championnat, et il est le tenant du titre après son succès lors de la saison 2018-2019.
L'édition 2019-2020 est finalement arrêtée début mai, en raison de la pandémie de coronavirus. Aucune promotion ni relégation n'est promulguée et aucun titre ne sera décerné, selon le président de la Ligue guinéenne de football professionnel.
L'édition 2020-2021 voit le Horoya AC être de nouveau sacré champion de Guinée en juin 2021 ; avec dix-huit titres, il devient le club le plus titré en Guinée.

## Format
Le nombre d'équipes participant au championnat de première division augmente progressivement et passe de 12 équipes à 14 équipes pour toutes les saisons de 1965 à 2022.
Les 14 équipes s'affrontent en poule unique d'aller et retour pendant 26 journées de championnat.
Le premier ou le vainqueur du championnat de première division est qualifié pour les tours préliminaires de la Ligue des champions de la CAF. Le vainqueur de la coupe de Guinée de football est qualifié pour la Coupe de la confédération.

## Palmarès
| Année | Champion           |
| 1965  | AS Kaloum (1)      |
| 1966  | Hafia FC (1)       |
| 1967  | Hafia FC (2)       |
| 1968  | Hafia FC (3)       |
| 1969  | AS Kaloum (2)      |
| 1970  | AS Kaloum (3)      |
| 1971  | Hafia FC (4)       |
| 1972  | Hafia FC (5)       |
| 1973  | Hafia FC (6)       |
| 1974  | Hafia FC (7)       |
| 1975  | Hafia FC (8)       |
| 1976  | Hafia FC (9)       |
| 1977  | Hafia FC (10)      |
| 1978  | Hafia FC (11)      |
| 1979  | Hafia FC (12)      |
| 1980  | AS Kaloum (4)      |
| 1981  | AS Kaloum (5)      |
| 1982  | Hafia FC (13)      |
| 1983  | Hafia FC (14)      |
| 1984  | AS Kaloum (6)      |
| 1985  | Hafia FC (15)      |
| 1986  | Horoya AC (1)      |
| 1987  | AS Kaloum (7)      |
| 1988  | Horoya AC (2)      |
| 1989  | Horoya AC (3)      |
| 1990  | Horoya AC (4)      |
| 1991  | Horoya AC (5)      |
| 1992  | Horoya AC (6)      |
| 1993  | AS Kaloum (8)      |
| 1994  | Horoya AC (7)      |
| 1995  | AS Kaloum (9)      |
| 1996  | AS Kaloum (10)     |
| 1997  | Championnat annulé |
| 1998  | AS Kaloum (11)     |
| 1999  | Championnat annulé |
| 2000  | Horoya AC (8)      |
| 2001  | Horoya AC (9)      |
| 2002  | Satellite FC (1)   |
| 2003  | ASFAG (1)          |
| 2004  | Championnat annulé |
| 2005  | Satellite FC (2)   |
| 2006  | Fello Star (1)     |
| 2007  | AS Kaloum (12)     |
| 2008  | Fello Star (2)     |
| 2009  | Fello Star (3)     |
| 2010  | Fello Star (4)     |
| 2011  | Horoya AC (10)     |
| 2012  | Horoya AC (11)     |
| 2013  | Horoya AC (12)     |
| 2014  | AS Kaloum (13)     |
| 2015  | Horoya AC (13)     |
| 2016  | Horoya AC (14)     |
| 2017  | Horoya AC (15)     |
| 2018  | Horoya AC (16)     |
| 2019  | Horoya AC (17)     |
| 2020  | Horoya AC (18)     |
| 2021  | Horoya AC (19)     |
| 2022  | Horoya AC (20)     |
| 2023  | Hafia FC (16)      |
| 2024  | Milo FC (1)        |
| 2025  | Horoya AC (21)     |

## Bilan
| Club           | Titres | Années |
| -------------- | ------ | --- |
| Horoya AC      | 21     | 1986, 1988, 1989, 1990, 1991, 1992, 1994, 2000, 2001, 2011, 2012, 2013, 2015, 2016, 2017, 2018, 2019, 2020, 2021, 2022, 2025 |
| Hafia FC       | 16     | 1966, 1967, 1968, 1971, 1972, 1973, 1974, 1975, 1976, 1977, 1978, 1979, 1982, 1983, 1985, 2023                               |
| AS Kaloum Star | 13     | 1965, 1969, 1970, 1980, 1981, 1984, 1987, 1993, 1995, 1996, 1998, 2007, 2014                                                 |
| Fello Star     | 4      | 2006, 2008, 2009, 2010 |
| Satellite FC   | 2      | 2002, 2005 |
| ASFAG          | 1      | 2003 |
| Milo FC        | 1      | 2024 |

## Résultats en compétitions africaines (CAF)
| Club           | Ligue des champions          | Coupe des vainqueurs de coupe | Coupe de la CAF | Supercoupe | Coupe de la confédération | Coupe de l'UFOA |
| -------------- | ---------------------------- | ----------------------------- | --------------- | ---------- | ------------------------- | --------------- |
| ASFAG          | -                            | -                             | -               | -          | -                         | Vainqueur 1988  |
| AS Kaloum Star | -                            | -                             | Finaliste 1995  | -          | -                         | Finaliste 1977  |
| Hafia FC       | Vainqueur (3) 1972,1975,1977 | -                             | -               | -          | -                         | Finaliste 1992  |
| Horoya AC      | -                            | Vainqueur 1978                | -               | -          | -                         | Vainqueur 2009  |